# Берёзовая (река, впадает в Красное)
Берёзовая — река в России, протекающая по Анадырскому району Чукотского автономного округа, впадает в озеро Красное. Длина реки — 205 км, площадь водосборного бассейна — 3730 км².
Река стекает с юго-западного склона горы Усечённой в горах Пырканай на Майнском плоскогорье, на высоте более 372 м над уровнем моря. В верховьях течёт в узкой горной долине на юг. Описав полукруг вокруг горного массива, поворачивает на северо-восток. Долина реки заметно расширяется, ширина русла доходит до 45 м. После впадения реки Поворотной устремляется на север, река приобретает равнинных характер. Поселения на берегах отсутствуют. Русло участками заболочено. Впадает в озеро Красное в 4 км к юго-востоку от устья реки Ламутской. Ширина в низовьях — 107-211 м при глубине 2 м; скорость течения перед устьем составляет 0,1 м/с. 

## Основные притоки
Указаны поименованные притоки длиной 30 км и более.
| Название   | Расстояние от устья | Длина | Положение |
| ---------- | ------------------- | ----- | --------- |
| Киичан     | 21                  | 61    | левый     |
| Поворотная | 86                  | 35    | правый    |
| Каменистая | 120                 | 31    | левый     |

## Данные водного реестра
По данным государственного водного реестра России и геоинформационной системы водохозяйственного районирования территории РФ, подготовленной Федеральным агентством водных ресурсов:
- Бассейновый округ — Анадыро-Колымский
- Речной бассейн — Анадырь
- Речной подбассейн — нет
- Водохозяйственный участок — Анадырь от впадения реки Майн до устья
- Код водного объекта — 19050000212119000123265